# Knud Friis Johansen
Knud Friis Johansen, född den 1 november 1887 i Fredericia, död den 17 juni 1971, var en dansk arkeolog och museiman. Han var far till de klassiska filologerna Holger och Karsten Friis Johansen.
Friis Johansen blev 1926 professor i arkeologi vid Köpenhamns universitet. Efter en grundlig undersökning om silverfyndet i Hoby 1923 utgav Friis Johansen samma år ett arbete om de sikyoniska vaserna, redigerade och var medförfattare till De forhistoriske Tider i Europa (2 band, 1927) samt utgav tillsammans med Christian Blinkenberg ett stort verk om de antika vaserna i Köpenhamns Nationalmuseum (4 band, 1924-31).